# Réverotte (Loue)
Die Réverotte (französisch: Ruisseau de la Réverotte) ist ein kleiner Fluss im Osten Frankreichs, der überwiegend im Département Jura der Region Bourgogne-Franche-Comté, südöstlich der Stadt Dole verläuft. Auf einem kurzen Abschnitt berührt der Fluss auch das benachbarte Département Doubs.

## Geographie

### Verlauf
Die Réverotte entspringt im südöstlichen Gemeindegebiet von Chissey-sur-Loue, im kaum besiedelten Staatsforst Forêt domaniale de Chaux, entwässert generell Richtung Westsüdwest, macht bei Arc-et-Senans einen kurzen Abstecher ins Département Doubs, erreicht dann das Tal der Loue, verläuft durch einige kleine Dörfer parallel zum Fluss in etwa ein bis drei Kilometer Abstand und mündet nach insgesamt rund 16 Kilometern im Gemeindegebiet von Belmont als rechter Nebenfluss in die Loue. In ihrem Oberlauf quert die Réverotte die Bahnstrecke Dijon–Vallorbe und begleitet sie etwa auf den folgenden sechs Kilometern.
In seinem Verlauf ändert der Fluss mehrfach seinen Namen:
- Bief de Cottets im Oberlauf,
- Bief des Herbues im oberen Mittelteil,
- Ruisseau de la Réverotte im unteren Mittelteil
- Bief de la Lue, im Mündungsabschnitt.

### Orte am Fluss
(Reihenfolge in Fließrichtung)
- Le Défois, Gemeinde Arc-et-Senans
- Chissey-sur-Loue
- Chatelay
- Germigney
- Santans
- Montbarrey